# Aeropuerto de Smolensk Sur
El Aeropuerto de Smolensk Sur (del ruso: Аэропорт Смоленск-Южный) (IATA: LNX, ICAO: UUBS), es un aeropuerto ubicado 4 km al sur de Smolensk, capital del óblast de Smolensk, Rusia.
Existe otro aeropuerto en Smolensk, de carácter militar, conocido como Base aérea de Smolensk.[cita requerida]

## Pista
Cuenta con una pista de hormigón en dirección 08/26 de 1.600 × 40 m (5.249 × 131 pies).